# 足立区立花畑小学校
足立区立花畑小学校（あだちくりつ はなはたしょうがっこう）は、東京都足立区南花畑にある公立小学校。

## 概要
1900年（明治33年）、東京府南足立郡花畑尋常小学校として開設される。1965年（昭和40年）花畑第一小学校を独立開校、1972年（昭和47年）中川北小学校を独立開校、1979年（昭和54年）六木小学校を独立開校する。2000年（平成12年）開校100周年記念式典・祝賀会を実施する。

## 沿革

### 年表
出典
- 1900年（明治33年）- 綾渕・中渕尋常小学校を廃し、東京府南足立郡花畑尋常小学校を開設
- 1923年（大正12年）- 関東大震災で西側校舎3教室倒壊
- 1938年（昭和13年）- 西側校舎を木造二階建に改築
- 1963年（昭和38年）- プール完成、3階鉄筋校舎落成
- 1964年（昭和39年）- 分校開校
- 1965年（昭和40年）- 分校独立して花畑第一小学校を設立
- 1969年（昭和44年）- 屋内体育館落成式
- 1972年（昭和47年）- 中川北小学校独立開校、木造校舎6教室撤去
- 1973年（昭和48年）- 鉄筋3階建6教室完成、花保小学校独立開校する
- 1978年（昭和53年）- プール改修完成
- 1979年（昭和54年）4月1日- 六木小学校独立開校する
- 2000年（平成12年）- 開校100周年記念式典・祝賀会実施
- 2002年（平成14年）- 区研究奨励校（研究発表）

## 教育目標
- 「かしこく やさしく 元気な子」
  - めあてをもち、すすんで学習する子を育てる
  - 自分と周りの人を大切にする子を育てる
  - 運動を好み、楽しむ子を育てる

## 学校行事
| - 4月 始業式、入学式 - 5月 - 6月 | - 7月 - 8月 - 9月 | - 10月 前期終業式、後期始業式、体育学習発表会 - 11月 - 12月 | - 1月 - 2月 6年生を送る会 - 3月 修了式、卒業式 |

## 通学区域
- 足立区[2]
  - (1)神明一丁目、神明二丁目1番、神明三丁目1番から3番、神明南一丁目
  - (2)南花畑一丁目2番から最後まで、南花畑三丁目、南花畑四丁目4番から8番、六町四丁目12番から最後まで

## 進学先中学校
- (1)足立区立第十三中学校[3]
- (2)足立区立花保中学校[3]

## 学区内の主な施設
- 足立区南花畑住区センター
- 足立区立第十三中学校
- 足立区立神明北公園
- 足立区立神明南ふれあい公園
- 足立区立堺田公園
- 足立花畑郵便局
- 首都高速6号

## 交通
- つくばエクスプレス六町駅から徒歩約15分
- 東武バス神明停留所より徒歩1分